# 阿加爾傑哈拉烏帕齊拉
阿加爾傑哈拉乌帕齐拉是孟加拉国巴里薩爾縣的一个乌帕齐拉，位於巴里薩爾專區的巴里薩爾縣。。

## 人口
據1991年孟加拉國人口普查，阿加爾傑哈拉共有戶數30,560戶，人口147,343人。其中男性佔比50.93%，女性佔比49.07%；成年人口76,524人。該地7歲以上人口之平均識字率為42.4%。